# Andy Irons
Philip Andrew Irons (Honolulu, 24 luglio 1978 – Grapevine, 2 novembre 2010) è stato un surfista statunitense.
Principale antagonista di Kelly Slater, ha vinto per tre volte consecutive il campionato del mondo di surf, nel 2002, nel 2003 e nel 2004.
Nella sua carriera, ha vinto anche 3 Quiksilver Pro France (2003, 2004, 2005), 2 Rip Curl Pro Search (2006 e 2007) ed altre 19 tappe del Tour Mondiale. Il 3 settembre 2010 ha vinto il Billabong Pro a Tahiti.
È stato inserito nella Surfing Walk of Fame a Huntington Beach, in California, nel 2008.
Il suo corpo senza vita è stato rinvenuto il 2 novembre 2010 in una camera di hotel a Dallas, dove si era trasferito dopo aver annullato la sua partecipazione al Rip Curl Pro Search a Porto Rico. Secondo le prime voci pare che la morte sia stata causata dalla dengue, una malattia febbrile potenzialmente mortale, che il surfista stava cercando di automedicare.
È stato trovato sdraiato sul letto sulla schiena con le lenzuola tirate su al mento, da due membri del personale dell'hotel dopo che non era riuscito a rispondere a bussare alla porta ed erano entrati per indagare.
L'ufficio del medico legale della contea di Tarrant ha poi concluso che Irons è deceduto per un arresto cardiaco a causa di un grave blocco di un'arteria principale del cuore. Il rapporto ufficiale dell'autopsia elenca anche una seconda causa di morte come "ingestione acuta di droghe miste", fra cui alprazolam, metadone, benzoilecgonina (un metabolita della cocaina) e tracce di metanfetamina come i farmaci trovati nel corpo di Andy al momento della sua morte. I primi comunicati stampa citavano la febbre dengue come causa della morte di Irons; tuttavia, il rapporto sull'autopsia condotto dall'ufficio del medico legale della contea di Tarrant era negativo per Dengue e altri flavivirus. Non è chiaro il motivo per cui le voci secondo cui la febbre dengue abbia contribuito alla morte di Irons proliferarono.

## Vittorie in carriera
- 2010
  - Billabong Pro, Teahupo'o - Tahiti
- 2007
  - Rip Curl Search, Arica - Cile
- 2006
  - Rip Curl Pro Pipeline Masters, Pipeline, Oahu - Hawaii
  - Rip Curl Search, La Jolla - Messico
- 2005
  - Rip Curl Pro Banzai Pipeline, Oahu - Hawaii
  - Quiksilver Pro France, South West Coast - Francia
  - Japan Quiksilver Pro, Chiba - Giappone
- 2003
  - X-Box Pipeline Masters, Banzai Pipeline, Oahu - Hawaii
  - Quiksilver Pro France, South West Coast - Francia
  - Niijima Quiksilver Pro, Niijima Island - Giappone
  - Globe WCT Fiji - Figi
  - Rip Curl Pro Bells Beach, Victoria - Australia
- 2002
  - X-Box Pipeline Masters Banzai Pipeline, Oahu - Hawaii
  - Billabong Pro Mundaka, Euskadi - Spagna
  - Billabong Pro Teahupoo, Teahupo'o, Taiarapu - Tahiti
  - Rip Curl Pro Bells Beach, Victoria - Australia
- 2000
  - Billabong Pro Trestles, California - USA
- 1998
  - Op Pro, Huntington Beach, California - USA

Vittorie al di fuori dell'ASP world tour:
- 2006
  - OP Pro Hawaii, Haleiwa, Oahu - Hawaii (ASP WQS)
- 2005
  - Honda US of Open Surfing, Huntington Beach - USA (ASP WQS)
- 2004
  - The Mr Price Pro, Durban - Sudafrica (ASP WQS)
  - Body Glove Surfabout, Lower Trestles, California - USA(AS WQS)
  - O'Neill World Cup of Surfing, Oahu - Hawaii (ASP WQS)